# جین کاتاگیری
جین کاتاگیری (انگلیسی: Jin Katagiri؛ زادهٔ ۲۷ نوامبر ۱۹۷۳) سازنده ظروف سفالین، بازیگر، صداپیشه، و مجسمه‌ساز اهل ژاپن است.